# Mircea Ionescu-Quintus

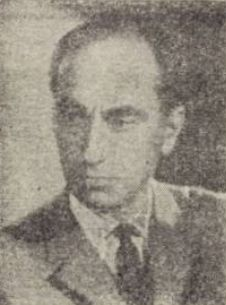
Mircea Ionescu-Quintus

Mircea Ionescu-Quintus (* 18. März 1917 in Cherson, Gouvernement Cherson, Russisches Kaiserreich, heute Ukraine; † 15. September 2017 in Ploiești, Rumänien), war ein rumänischer Politiker, Schriftsteller und Jurist. Er gehörte der liberalen PNL an.
Vor der Machtübernahme der Kommunisten wurde Ionescu-Quintus 1945 Mitglied der PNL. Während der 1950er-Jahre politisch verfolgt, wurde er 1990 Vizepräsident der wiedergegründeten PNL. Im Kabinett von Theodor Stolojan war Ionescu-Quintus Justizminister. Von 1993 bis 2001 fungierte er als Parteichef.
Mircea Ionescu-Quintus, mittlerweile Ehrenvorsitzender der PNL, war bis 2004 liberaler Senator im rumänischen Parlament.